# Eine Liebe in Brooklyn
Eine Liebe in Brooklyn ist ein US-amerikanisches Liebes-Drama aus dem Jahr 2000. Es ist die Literaturverfilmung des Romanes Disappearing Acts von Terry McMillan. Der Film wurde in New York City mit einem Budget von etwa 7,5 Millionen Dollar gedreht.

## Handlung
Die Lehrerin Zora Banks träumt von einer Karriere als Songschreiberin. Sie verliebt sich in den verheirateten Handwerker Franklin Swift, den sie in Brooklyn trifft. Swift will sich eines Tages selbständig machen.
Banks wird schwanger und denkt über ihr Leben nach.

## Kritiken
- Lexikon des internationalen Films: Die Handlung sei „konventionell“, die Darsteller – besonders Wesley Snipes – seien gut.[1]
- 3BlackChicks Review (von Rose Cooper): Die Liebesbeziehung von Banks und Swift „überschatte“ den Rest der Handlung.

## Auszeichnungen
Wesley Snipes, Sanaa Lathan und Lisa Arrindell Anderson wurden 2001 für den Black Reel Award nominiert. Der Film wurde 2001 für den Image Award nominiert.